# Закон Мура
Зако́н Му́ра (англ. Moore's law) — эмпирическое наблюдение, изначально сделанное Гордоном Муром, согласно которому (в современной формулировке) количество транзисторов, размещаемых на кристалле интегральной схемы, удваивается каждые 24 месяца. Часто цитируемый интервал в 18 месяцев связан с прогнозом Давида Хауса из Intel, по мнению которого, производительность процессоров должна удваиваться каждые 18 месяцев из-за сочетания роста количества транзисторов и увеличения тактовых частот процессоров.
Рост числа транзисторов на кристалле микропроцессора показан на графике. Точки соответствуют наблюдаемым данным, а прямая — периоду удвоения в 24 месяца.

## История
В 1965 году (через шесть лет после изобретения интегральной схемы) один из основателей Intel Гордон Мур в процессе подготовки выступления нашел закономерность: появление новых моделей микросхем наблюдалось спустя примерно год после предшественников, при этом количество транзисторов в них возрастало каждый раз приблизительно вдвое. Он предсказал, что к 1975 году количество элементов в микросхеме вырастет до 216 (65536) с 26 (64) в 1965 году. Мур пришел к выводу, что при сохранении этой тенденции вычислительная мощность чипов за относительно короткий промежуток времени может вырасти экспоненциально. Это наблюдение получило название — закон Мура.
В 1975 году Гордон Мур внёс в свой закон коррективы, согласно которым удвоение числа транзисторов будет происходить каждые два года (24 месяца).
По поводу эффектов, обусловленных законом Мура, в журнале «В мире науки» было приведено такое сравнение: 

«Если бы за последние 25 лет авиационная промышленность развивалась столь же стремительно, как вычислительная техника, то Boeing 767 можно было бы приобрести сегодня за 500 долл. и облететь на нем земной шар за 20 мин, израсходовав при этом 19 литров горючего. При этой аналогии, хотя и не совсем точной, можно судить о темпах снижения стоимости и энерогопотребления и роста быстродействия вычислительных машин».— Журнал «В мире науки» (1983, № 08)
(русское издание «Scientific American»)
В 2003 году Мур опубликовал работу «No Exponential is Forever: But „Forever“ Can Be Delayed!», в которой признал, что экспоненциальный рост физических величин в течение длительного времени невозможен, и постоянно достигаются те или иные пределы. Лишь эволюция транзисторов и технологий их изготовления позволяла продлить действие закона ещё на несколько поколений.
В 2007 году Мур заявил, что закон, очевидно, скоро перестанет действовать из-за атомарной природы вещества и ограничения скорости света.

## Второй закон Мура
Существует масса схожих утверждений, которые характеризуют процессы экспоненциального роста, также именуемых «законами Мура». К примеру, менее известный «второй закон Мура», введённый в 1998 году Юджином Мейераном, который гласит, что стоимость фабрик по производству микросхем экспоненциально возрастает с усложнением производимых микросхем. Так, стоимость фабрики, на которой корпорация Intel производила микросхемы динамической памяти ёмкостью 1 Кбит, составляла $4 млн, а оборудование по производству микропроцессора Pentium по 0,6-микрометровой технологии с 5,5 млн транзисторов обошлось в $2 млрд. Стоимость же Fab32, завода по производству процессоров на базе 45-нм техпроцесса, составила $3 млрд.

## Следствия и ограничения

### Параллелизм и закон Мура
В последнее время, чтобы получить возможность задействовать на практике ту дополнительную вычислительную мощность, которую предсказывает закон Мура, стало необходимо задействовать параллельные вычисления. На протяжении многих лет производители процессоров постоянно увеличивали тактовую частоту и параллелизм на уровне инструкций, так что на новых процессорах старые однопоточные приложения исполнялись быстрее без каких-либо изменений в программном коде.
Примерно с середины 2000-х годов производители процессоров предпочитают, по разным причинам, многоядерные архитектуры, и для получения всей выгоды от возросшей производительности ЦП программы должны переписываться в соответствующей манере. Однако не каждый алгоритм поддается распараллеливанию, определяя, таким образом, фундаментальный предел эффективности решения вычислительной задачи согласно закону Амдала.